# Oscar Olstad
Hans Oscar Olsen Olstad (Sarpsborg, 1887. június 23. – Sarpsborg, 1977. április 2.) olimpiai bronzérmes norvég tornász.
Az 1912. évi nyári olimpiai játékokon tornában svéd rendszerű összetett csapatversenyben bronzérmes lett.
Klubcsapata a Turn- og Idrettslaget National volt.